# ザ・コーポレーション
『ザ・コーポレーション』（The Corporation）は、カナダのドキュメンタリー映画である。

## 特徴
この映画の"The Pathology of Commerce(ビジネスの病理)"の部では企業の行動特性に関するエピソードを紹介しその後に精神疾患診断基準のICD-10やDSM-IVという文字列とともに以下の例に示す特性との比較を表示することで企業のサイコパス性を強調している。
1. Callous unconcern for the feelings of others (他者の感情に無関心)
2. Incapacity to maintein enduring relation ships (継続的な関係を保てない)
3. Reckless disregard for the safety of others (他者の安全を軽視)
4. Deceitfullness: repeated lying and conning others for profit (利益のために他者に偽り騙すことを繰り返す)
5. Incapacity to experience guilt (罪を感じることがない)
6. Failure to conform to social norms with respect to lawfull behaviours (法的な社会規範に従えない)

## 評
キネマ旬報社データベースは、同映画を『総勢40人の証言を基に構成された社会派ドキュメンタリー』と評し、収録されているエピソードとして郵便事業民営化問題を挙げている。

## キャスト
- ノーム・チョムスキー
- ナオミ・クライン
- マイケル・ムーア
- ハワード・ジン